# Xã Carp Lake, Quận Ontonagon, Michigan
Xã Carp Lake (tiếng Anh: Carp Lake Township) là một xã thuộc quận Ontonagon, tiểu bang Michigan, Hoa Kỳ. Năm 2010, dân số của xã này là 722 người.